# 亞米 (特羅伊齊克區)
49°45′35″N 38°22′16″E / 49.75972°N 38.37111°E
亞米（烏克蘭語：Ями）是位於烏克蘭東部的村莊，由盧甘斯克州斯瓦托韋區的特羅伊齊克市鎮負責管轄。該村始建於1783年，面積16.2平方公里，海拔高度147米，2001年人口302，人口密度每平方公里18.6人。